# علیپودرا تقاطع راه‌آهن
علیپودرا تقاطع راه‌آهن (به انگلیسی: Alipurduar Railway Junction) یک منطقهٔ مسکونی در هند است که در بنگال غربی واقع شده‌است.

## خصوصیات
علیپودرا تقاطع راه‌آهن ۱۵٬۸۹۵ نفر جمعیت دارد.